# Московский педагогический государственный университет
Моско́вский педагоги́ческий госуда́рственный университе́т — высшее учебное заведение в Москве, включающее 11 институтов, 4 факультета и 5 филиалов.
Сокращённое название — МПГУ, полное официальное название — Федеральное государственное бюджетное образовательное учреждение высшего образования «Московский педагогический государственный университет».
Указом президента России от 2 февраля 2009 года университет включён в Государственный свод особо ценных объектов культурного наследия народов Российской Федерации.

## История
История Московского педагогического государственного университета начинается с 1872 года, когда были основаны Московские высшие женские курсы (МВЖК), существовавшие до 1918 года (с перерывом в 1888—1900 гг.).
В 1918 году МВЖК были преобразованы во Второй Московский государственный университет (II МГУ).
В 1930 году II МГУ был разделён на три самостоятельных вуза, в числе которых был Московский государственный педагогический институт, ставший правопреемником университета.
В 1932—1938 годах институт носил имя А. С. Бубнова, в 1941—1997 годах — имя В. И. Ленина.
В 1990 году МГПИ получил статус университета и современное название.

### Курсы Герье (1872—1888)
Первое в России учебное заведение для женщин с университетской программой. Основаны профессором Московского университета В. И. Герье.
Открытие курсов состоялось 1 ноября 1872 года. Программа обучения первоначально была двухлетней, с 1876/77 учебного года стала трёхлетней. Специализация почти не была предусмотрена, преобладали историко-филологические дисциплины. Никаких формальных прав окончание курсов Герье не давало.
Курсы работали в помещении I Московской мужской гимназии (1872—1873), затем в помещении Музея Политехнической выставки на Пречистенке (1873—1877) и в здании, специально выстроенном для Политехнического музея (1877—1888).
Число слушательниц на курсах было по тем временам довольно высоким: к середине 80-х годов оно превышало 200 человек.
В 1886 году Министерством народного просвещения был воспрещён приём на курсы, в 1888 году они закрылись.

### «Общедоступные чтения» и «коллективные уроки» (1888—1900)
С 1886 года (когда был прекращён приём на курсы Герье) в Политехническом музее началось чтение «общедоступных лекций» для женщин, организованное систематически по отдельным циклам. В основном лекции читали те же профессора, что работали перед тем на курсах, и проходили они в тех же помещениях. «Общедоступные лекции» продолжались до 1892 года, когда они были закрыты правительством.
С того же 1886 года существовали «коллективные уроки», организованные Московским обществом воспитательниц и учительниц, отличавшиеся уклоном в сторону естественных наук. В 1892 году большая часть преподавателей и слушательниц «общедоступных чтений» влилась в «коллективные уроки», проводившиеся до 1900 года, когда были вновь открыты Московские высшие женские курсы.

### II Московский государственный университет (1918—1930)
16 октября 1918 года по решению Народного комиссариата просвещения Курсы были преобразованы во второй Московский государственный университет в составе трёх факультетов: историко-филологического, физико-математического и медицинского. В 1921 во 2-м Московском государственном университете был организован педагогический факультет, в будущем определивший лицо университета.

### Московский государственный педагогический институт им.А. С. Бубнова(1930—1938)
В 1930 году на основе 2-го Московского университета было создано три самостоятельных института:
- 2-й Московский государственный медицинский институт (ныне Российский национальный исследовательский медицинский университет имени Н. И. Пирогова);
- Московский государственный институт тонкой химической технологии (ныне Московский технологический университет (МИТХТ));
- Московский государственный педагогический институт на базе педагогического факультета.

### Московский государственный педагогический институт им. В. И. Ленина (1941—1990)
Награды МГПИ
В годы войны МГПИ продолжал обучение и научную работу, которая прерывалась лишь на короткий срок с 17 октября по 17 ноября 1941, во время осадного положения в столице. Из-за войны были пересмотрены учебные планы и программы, с переходом на сокращённое трёхлетнее обучение. Многие студенты и преподаватели, аспиранты МГПИ ушли на фронт. Четверо из них удостоены звания Героя Советского Союза: А. Ф. Акимова, В. Л. Белик, Д. П. Жмуровский, Н. Ф. Рубцов. В 1944 году при МГПИ были открыты Высшие педагогические курсы, тогда же институт получил право защиты диссертаций на факультетах.
В годы войны к МГПИ были присоединены Московский дефектологический институт (на его основе в МГПИ создан дефектологический факультет) и Московский индустриально-педагогический институт имени К. Либкнехта (основанный в 1923 году, слился с МГПИ в 1943 году). Реорганизация того времени затронула и другие педагогические учебные заведения Москвы: Московский художественный учительский институт и Московский учительский институт иностранных языков стали факультетами Московского городского педагогического института (с 1946 года — МГПИ им. В. П. Потёмкина).
В 1960 году к МГПИ был присоединён Московский городской педагогический институт имени В. П. Потёмкина.
В 1972 году МГПИ отметил своё 100-летие. В честь юбилея были выпущены набор открыток, специальный выпуск газеты «Ленинец» и значок института.

### Московский педагогический государственный университет (после 1990)
1 августа 1990 года Московский государственный педагогический институт им. В. И. Ленина был преобразован в педагогический университет им. В. И. Ленина (Приказ ГК СССР по народному образованию № 543 от 01.08.1990 г.).
21 декабря 1992 года Московский педагогический государственный университет имени В. И. Ленина награждён Почётной грамотой Президиума Верховного совета Российской Федерации за большой вклад в подготовку высококвалифицированных научно-педагогических кадров и в связи со 120-летием со дня основания.
Приказом Минобрнауки РФ от 23 мая 2011 года Государственное образовательное учреждение высшего профессионального образования «Московский педагогический государственный университет» было переименовано в Федеральное государственное бюджетное образовательное учреждение высшего профессионального образования «Московский педагогический государственный университет».
В ноябре 2012 года Министерством образования и науки России МПГУ был включён в т. н. «список вузов с признаками неэффективности». На официальном сайте МПГУ сообщается, что включение университета в этот список произошло вследствие технической ошибки, однако не уточняется, в чём эта ошибка заключалась. По итогам рассмотрения вопроса министерство признало, что университет нуждается в оптимизации своей деятельности.
В феврале 2015 года руководство Московского государственного гуманитарного университета имени М. А. Шолохова и МПГУ выступили с предложением к Министру образования и науки России Д. В. Ливанову о слиянии. Министерство образования и науки РФ на заседании соответствующей комиссии единогласно одобрило слияние. Реорганизацию поддержали в Департаменте образования города Москвы.

## Репутация и рейтинги
В 2014 году агентство «Эксперт РА» включило вуз в список лучших высших учебных заведений Содружества Независимых Государств, где ему был присвоен рейтинговый класс «D» (приемлемый уровень подготовки выпускников).
В 2017 году МПГУ впервые вошёл в мировую лигу ведущих университетов, заняв 722 место в международном рейтинге Round University Ranking (RUR)[8]. В международном рейтинге университетов uniRank University Ranking™ 2019 года занимает 37 место среди 376 российских университетов-участников этого рейтинга[9].
В 2019 году занял 1101—1200 место в Московском международном рейтинге «Три Миссии Университета» и в 2020 году — 38 место в рейтинге вузов России по версии РАЭКС.

## Учебные корпуса и здания
Главный корпус университета на Малой Пироговской улице д. 1, стр. 1, строительство которого завершено в 1913 году. Был спроектирован специально как здание учебного заведения — Московских высших женских курсов. В настоящее время в нём находится филологический факультет, а также ректорат и основные центральные службы университета.
Вторым по важности является корпус гуманитарных факультетов (КГФ), расположенный по адресу проспект Вернадского, д. 88. В нём размещаются следующие институты и факультеты МПГУ: Институт детства, Институт иностранных языков, Институт социально-гуманитарного образования, Институт физической культуры, спорта и здоровья, Институт истории и политики, Институт международного образования. Здание строилось с конца 1970-х годов, открыто в 1990 году.
Старейшим корпусом МПГУ является здание химического факультета в Несвижском переулке, д. 3, построенное в 1798 году как жилой дом.

## Структура и направления
В 11 институтах и на 4 факультетах МПГУ в 13 корпусах, расположенных в разных районах Москвы, учатся около 14 тысяч студентов. Ведётся обучение иностранных студентов. Открыто несколько филиалов в городах России.
Университет готовит учителей по всем школьным предметам, дефектологов, социологов, журналистов, юристов, психологов и т. д. По некоторым направлениям подготовки в МПГУ можно получить степень бакалавра и магистра. Лучшим студентам полагаются стипендии Президента РФ, Правительства РФ, А. Ф. Лосева, П. С. Новикова.
В МПГУ 32 диссертационных совета, из них 22 докторских. Ведётся активная деятельность в области фундаментальных и прикладных научных исследований по 13 отраслям науки. Библиотека МПГУ содержит уникальные по своей ценности издания; общий фонд — около 2 млн книг. Одна из старейших и самых больших вузовских библиотек.
В числе выпускников вуза разных лет — педагоги, учёные, журналисты, писатели, политики, администраторы, барды (Юрий Визбор и Юрий Ряшенцев, написавшие в 1953 году Гимн МГПИ, Юлий Ким, Ада Якушева и др.; благодаря им одним из шутливых названий вуза стало «Московский государственный поющий институт»).

### Институты и факультеты МПГУ
В состав МПГУ входят следующие институты:
- Институт биологии и химии (до 2014 года — Биолого-химический и химический факультеты)
- Институт детства, с 2014 года
  - Дефектологический факультет
  - Факультет начального образования
- Институт журналистики, коммуникаций и медиаобразования
- Институт иностранных языков (бывш. факультет иностранных языков, в 2014—2016 в составе Института филологии и иностранных языков)
- Институт международного образования. Самое молодое структурное подразделение МПГУ. Открыто 1 сентября 2017 года
- Институт изящных искусств (до 1.02.2018 Институт искусств)
  - Художественно-графический факультет
  - Музыкальный факультет
- Институт истории и политики
  - Исторический факультет
  - Факультет прикладной политологии
- Институт социально-гуманитарного образования (бывш. факультет социологии, экономики и права). Образован в 2015 году
- Институт физики, технологии и информационных систем (бывш. факультет физики и информационных технологий и факультет технологии и предпринимательства)
  - Факультет физики и информационных технологий
  - Факультет технологии и информационных систем
- Институт физической культуры, спорта и здоровья (бывш. факультет физической культуры). Образован в 2014 году
- Институт филологии (бывш. филологический факультет, в 2014—2016 в составе Института филологии и иностранных языков)
- Географический факультет
- Институт математики и информатики МПГУ (бывш. математический факультет)
  - Математический факультет
  - Факультет информатики
- Факультет дошкольной педагогики и психологии
- Институт педагогики и психологии МПГУ
- Лицей МПГУ

### Филиалы МПГУ
В 2015 году к имеющемуся филиалу МПГУ в Новосибирске добавились восемь филиалов присоединённого МГГУ им. М. А. Шолохова:
- Анапский филиал
- Балабановский филиал
- Дербентский филиал
- Егорьевский филиал
- Покровский филиал
- Ставропольский филиал
- Сергиево-Посадский филиал
- Шадринский филиал

С 1 апреля 2022 года в состав МПГУ входит 5 филиалов:
- Анапский филиал
- Дербентский филиал
- Покровский филиал
- Ставропольский филиал
- Филиал в г. Черняховске

Планируется открыть филиал в Кузбассе

### Издания
Газеты
- «За Лениным» (1926—1930).
- «Культармеец» (1930—1937).
- «Педвузовец» (1937—1941).
- «Ленинец» (1951—1990).
- «Педагогический университет» (с 1991).

## Руководство
Директора МВЖК
- Герье, Владимир Иванович (1872—1888 и 1900—1905)
- Вернадский, Владимир Иванович (1905)
- Чаплыгин, Сергей Алексеевич (1905—1918)

Ректоры 2-го МГУ
- Чаплыгин, Сергей Алексеевич (1918—1919)
- Намёткин, Сергей Семёнович (1919—1924)
- Пинкевич, Альберт Петрович (1924—1930)

Директора МГПИ (в 1931—1937 им. А. С. Бубнова, с 1941 — им. В. И. Ленина)
- Малышев, Михаил Петрович (1930—1931)
- Сегаль, Моисей Абрамович (1931—1935)
- Никич-Криличевский, Юрий Николаевич (1935—1937)
- Косых, Тихон Семёнович (1938)
- Витиевский, Афанасий Николаевич (1939—1941)
- Котляров, Серафим Прокопьевич (1941—1942)
- Попов, Павел Иванович (1942—1943)
- Нечаев, Николай Васильевич (1943—1945)
- Мясников, Пётр Вениаминович (1945—1948)
- Золотухин, Пётр Васильевич (1948—1950)
- Поликарпов, Дмитрий Алексеевич (1950—1954)
- Киреев, Николай Прокофьевич (1954—1960)
- Далматов, Иван Петрович (1960—1963)

Ректоры МГПИ им. В. И. Ленина
- Жамин, Виталий Алексеевич (1963—1966)
- Кашутин, Павел Александрович (1966—1979)[19]
- Петров, Александр Петрович (1980—1987)
- Матросов, Виктор Леонидович (1987—1990)

Ректоры МПГУ
- Матросов, Виктор Леонидович (1990—2013). 8 июля 2013 года был снят с поста ректора[20], врио ректора был назначен д.п.н. А. И. Нижников[21].
- Семёнов, Алексей Львович (2013—2016)[22][23][24][25].
- Лубков, Алексей Владимирович (и. о. в 2016—2017[26], ректор с 2017[2]).

## Известные преподаватели и выпускники
- См. Категория:Преподаватели МПГУ
- См. Категория:Выпускники МПГУ

## Проблемы и критика

#### Фабрика фальшивых диссертаций
В 2018 году МПГУ возглавил антирейтинг вузов — лидеров по числу защищенных фальшивых диссертаций, было выявлено, что в университете было защищено 232 кандидатских и докторских диссертаций с признаками плагиата.
По результатам проверки объём списанного текста в псевдонаучных диссертационных работах, которые были защищены в МПГУ доходил до 90 %. Было установлено, что в 25 кандидатских и докторских диссертациях, защищенных в Московском педагогическом государственном университете, в 24 диссертациях были указаны несуществующие публикации, а в 22 диссертациях ложно указаны ведущие организации.
По состоянию на июль 2016 года проект «Диссернет» обнаружил более 95 текстов диссертаций с признаками нарушений академической этики, защищённых в МПГУ, и более 10 преподавателей МПГУ с подобными диссертациями.

#### Признание университета неэффективным и закрытие филиалов
В 2012 году МПГУ был включён в список вузов с признаками неэффективности.
В 2015 году были закрыты филиалы МПГУ в Брянске, Краснодаре и Ульяновске. По данным интернет-СМИ «73online.ru», ульяновский филиал был закрыт вследствие плохих показателей по результатам проверки Минобрнауки России.
В 2015 году Минобрнауки России признало неэффективным последний действующий филиал МПГУ в Новосибирске. Филиал планируется закрыть в 2017 году.

#### Критика нарушений академической этики
В ноябре 2012 года разгорелся скандал с защитой диссертаций Андреем Андрияновым и Владимиром Тором в диссертационном совете Д 212.154.01 (руководитель совета — Александр Данилов) в Московском педагогическом государственном университете в связи с обилием плагиата, а также фальсификациями в списке публикаций, обнаруженными в ряде диссертаций, защищавшихся в этом же диссертационном совете.
Журналистское расследование показало наличие проблем со многими другими диссертациями, защищёнными в совете (плагиат, ссылки на несуществующие публикации). По оценке сетевого экспертного сообщества «Диссернет», в данном диссертационном совете произошло «90 липовых защит».
31 января 2013 года комиссия Министерства образования и науки, изучавшая деятельность этого диссертационного совета, опубликовала итоговый доклад о своей работе, в котором рекомендовала лишить учёных степеней лиц, защищавшихся с нарушениями «Положения о порядке присуждения учёных степеней», и сделала ряд выводов о состоянии системы присуждения учёных степеней в Российской Федерации. В том же докладе было рекомендовано запретить Александру Данилову занимать какие-либо должности, связанные с присуждением учёных степеней. 1 февраля 2013 года А. А. Данилов был уволен из МПГУ. 18 февраля 2013 года министром образования и науки был подписан приказ о лишении учёных степеней 11 человек, получивших эти степени по итогам защиты в данном диссертационном совете. 20 февраля деятельность диссертационного совета приказом Минобрнауки была прекращена.
8 июля 2013 года по обвинению в СМИ министром Ливановым был снят с должности ректор МПГУ Виктор Матросов.